# Palestro (topovnjača)
Olupina broda „Palestro”, kod otoka Visa, područje Grada Komiže.

## Opis
U pomorskoj bitci između talijanske i austro-ugarske flote kod Visa 1866. godine potopljeni su talijanski brodovi Palestro i Re d'Italia, a veći broj manjih brodova je oštećen. „Palestro” je jedan od najboljih primjera ratnih oklopnjača sredine 19. stoljeća te pokazuje sve tehničke karakteristike novoga tipa ratnog brodovlja nastalog preobrazbom ratnih mornarica nakon Napoleonskih ratova, a koje se odnose prije svega na uvođenje parnoga stroja i oklopa.

## Zaštita
Pod oznakom Z-6801 zavedena je kao nepokretno kulturno dobro – arheologija, pravna statusa zaštićena kulturnog dobra, klasificirano kao "podvodna arheološka zona/nalazište".

## Vanjske poveznice
- Alex Kvarantan: Palestro – 150 godina na dnu Podvodni.hr
- (eng.) Wrecksite